# Akcióbizottság az Európai Egyesült Államokért
Az Akcióbizottság az Európai Egyesült Államokért (franciául: Comité d’action pour les États-Unis d’Europe) egy Jean Monnet által létrehozott szervezet, amely Európa békéje, egysége és a demokrácia érdekében működött 1955 és 1975 között. Tagjai nem egyének, hanem pártok, mozgalmak, szakszervezetek voltak; közös nevezőjük az európai egység iránti elkötelezettség volt. Az akcióbizottság a politikai, gazdasági és pénzügyi egység legfőbb szószólója lett, ahol tudta, elősegítette a további európai integrációt. Síkra szállt Nagy-Britannia felvétele, a pénzügyi közösség létrehozása, illetve a közös európai főváros megalapítása mellett is. Az 1965-ös válság után az Akcióbizottság vitte tovább az európai integráció gondolatát.

## Előzményei
Monnet számos feljegyzése foglalkozott ennek a bizottságnak vagy lobbinak a gondolatával. Monnet úgy képzelte el, hogy a szervezet politikai pártok és szakszervezetek vezető személyiségeiből áll. Felmerült a munkaadói tömörülések és neves politikusok felkérése is. Először megfogalmazódott a „Bizottság az Európai Egyesült Államokért” név, ami később „Front”-ra módosult. A végső változat kizárólag pártok és szakszervezetek kiemelkedő alakjait tömörítette, de nem egyénekként, hanem képviselőkként. A szervezet végleges neve „Akcióbizottság az Európai Egyesült Államokért”.
"Úgy tűnt, hogy egyedül vagyok, nincsenek eszközeim arra, hogy befolyásoljam az eseményeket. De ez csak a látszat volt. Valójában körbe voltam véve jóakaratú emberekkel, akik csak arra vártak, hogy közös célokat mutassanak nekik, melyek lehetővé teszik számukra, hogy a rájuk bízott politikai és szakszervezeti gépezetet a megfelelő irányba mozdítsák. Ennek az igénynek a kielégítéséhez nem kellett túl sok felszerelés. Egy iroda, egy telefon, és egy titkár elég is volt."
A Messinai Konferencia (1955. június 1-2.) után Monnet számíthatott az európai kereszténydemokratákra és a szakszervezetekre. Külön célpont volt a német és a francia szocialista párt. Monnet titokban, de kitartóan megkörnyékezte a Német Szociáldemokrata Párt, az SPD tagjait, olyan sikerrel, hogy 1955 májusában a párt kijelentette, hogy szeretne részt venni az ESZAK kibővítésének munkálataiban.

## Az 1950-es évek
A „föderatív szellemi hatalomként”  definiált Akcióbizottság hivatalos megalapítására 1955. október 13-án kerítettek sort; az esemény jelentőségét az SPD jelenléte csak növelte. A hírt hat fővárosban egyszerre jelentették be. A kommunisták, az olasz Nenni-féle szocialisták és a gaulle-isták kivételével minden jelentősebb párt és szakszervezet képviseltette magát az Akcióbizottságban, még Mendès-France Radikális Pártja is. Az integráció parlamentáris támogatottsága jócskán meghaladta az 1950-es mértéket. Az Akcióbizottság neve tartalmazta a programot, a tagság pedig a nagy parlamenti többség ígéretét hordozta magában.
1956-ban gyorsan peregtek az események. Január 18-án az Akcióbizottság megtartotta első ülését, és határozott az Európai Atomenergia Közösség mielőbbi létrehozásának szükségességéről. Az Akcióbizottság szeptember 20-i ülésén azt javasolta, hogy egy „bölcsekből” álló csoport fogalmazzon meg terveket, célokat és határidőket az Euratom számára. A cél Európa energia-önellátásának megteremtése volt.

## Az 1960-as évek
Az Akcióbizottság 1960. júliusi memoranduma úgy fogalmazott, hogy „a gazdasági unió, amely Európában utat nyit a politikai egység előtt, Európán kívül az egész nyugat egységét hozhatja létre”. A nyugati hatalmaknak a világgazdaság „motorjává” kell válniuk, és segíteniük kell a fejlődő országokat, hogy megteremtsék a kelet és nyugat közötti „valódi párbeszéd” lehetőségét. 1962 januárjában egy kereskedelmi társulás tervével álltak elő, amely lehetővé tette „a vámok kölcsönös csökkentését akár 50%-kal, és többel is, ha Anglia is csatlakozik” – ebből nőtt ki az ún. Kennedy-forduló.
Az Akcióbizottság az 1960-as évek közepére megszakított minden kapcsolatot az európai integrációt elutasító Charles de Gaulle francia elnökkel, üléseit pedig Bonnban, Berlinben, vagy Brüsszelben tartotta meg. Monnet ekkortájt csapatával azon dolgozott, hogy minden nemzeti parlamentben elfogadtassa Nagy-Britannia csatlakozását.
Az Akcióbizottság ekkorra már Európa lelkiismeretévé, nem hivatalos ellenzékké vált. A szervezetből senki sem lépett ki, sőt Pietro Nenni olasz szocialistái és Valéry Giscard d’Estaing francia republikánusai is csatlakoztak hozzá. Anglia három nagyobb pártja szintén belépett a szervezetbe. Monnet csodálkozott is: „Egyik vereségből a másikba vezetjük őket, mégis eljönnek a gyűléseinkre és aláírják a nyilatkozatainkat”.

## Megszűnése
1975-ben az Akcióbizottság húszéves múltra tekinthetett vissza. Az első években Monnet szinte kormánytagként dolgozhatott és az egyik legbefolyásosabb szakértő volt. De Gaulle visszatérése után elvesztette a befolyását Franciaországban, bár máshol még mindig adtak a szavára. Az addig egyszerre csak egy cél megvalósításáért dolgozó Akcióbizottság innentől szerteágazóbb tevékenységet folytatott. Eredetileg politikai lobbiként funkcionált, de Charles de Gaulle színrelépése után elvesztette az aktív politizálás lehetőségét, csak kijelentéseket és ajánlásokat fogalmazhatott meg. Az Akcióbizottság fő újítása az atlanti partnerség gondolata volt. Monnet 1975. május 9-én, a Schuman-terv 25. évfordulóján feloszlatta az Akcióbizottságot, miután úgy döntött, hogy az elvégezte a rábízott feladatot.